# ФК Млади радник 1926
ФК Млади радник 1926 је српски фудбалски клуб из Пожаревца. Тренутно се такмичи у Зона Дунав, четвртом такмичарском нивоу српског фудбала.

## Историја

### ФК Млади радник (1926–2014)
Клуб је основан 1926. године као Млади радник. У фудбалском свету бивше СФР Југославије нису играли значајну улогу. Од 1992. су почели од Српске лиге, а у Другу лигу СР Југославије су ушли крајем деведесетих година 20. века. Због реорганизације лиге 2002. су испали у Српску лигу, али су задржали друголигашки статус фузијом са Грађанским из Свилајнца. До 2004. су били друголигаши када су испали у баражу за опстанак у конкуренцији са Мачвом из Шапца и Младости Лукс из Лукићева.
Године 2008. су се вратили у Прву лигу Србије, а 2008/09. су освојили треће место у том рангу и по први пут се пласирали у суперлигашко друштво. После проведене једне сезоне у суперлигашком такмичењу, Млади радник испао је као последњепласирани клуб у нижи ранг такмичења, Прву лигу. Млади радник сезону 2011/12. завршава на 16. месту, и тако након две сезоне од испадања из Суперлиге Србије, испада у Српску лигу Запад где је провео две сезоне.

### ФК Раднички 1926 (2014–2017)
Након сезоне 2013/14 због финансијских проблема, клуб је променио име у Раднички 1926 и почео такмичење из Браничевске окружне лиге. Већ у првој сезони освојили су друго место и пласирали се у Зону Дунав. У првој сезони освојили су 9. место, а у другој 4. место.

### ФК Млади радник 1926 (2017−)
У јулу 2017. године, одлучено је да се врати првобитно име и дода година оснивања, па је нови клуб понео назив Млади радник 1926. Сплетом чудних околности и проширењем Српске лиге Запад на 18 клубова, Млади радник је добио позив да попуни лигу и тако се након три године паузе вратио у трећи ранг такмичења. Прве године у сезони 2017/2018 Млади радник 1926 заузео је 8. место са освојена 48 бода. У сезони 2018/2019. Српска лига Запад је скраћена и броји 16 клубова. У великој борби Радник је тада заузео 6. позицију са 43 освојена бода, да би у прекинутој сезони 2019/2020 био 16. на табели. Због пандемије корона вируса ова сезона је прекинута и ниједан клуб није испао из такмичења. У сезони 2020/2021 екипа Младог радника 1926 је освојила 10 позицију на tабели, да би у следећој сезони 2021/2022. била исто на 10. месту са 38 освојена бода. У сезони 2022/2023. екипа из Пожаревца је такође била 10. са 33 освојена бода.
Млади радник је у сезони 2024/25. заузео 13. место и био приморан да игра бараж. У полуфиналу као гости, у Голупцу савладали Ђердап са 3:0. У одлучујућој утакмици су у Ваљеву поражени од Радничког са 3:2 и после осам година испали из Српске лиге Запад.

## Новији резултати

### ФК Млади радник
| Сезона   | Ранг | Лига              | Позиција | ИГ | Д  | Н  | П  | ГД | ГП | ГР  | Бод | Куп                  |
| -------- | ---- | ----------------- | -------- | -- | -- | -- | -- | -- | -- | --- | --- | -------------------- |
| 2008/09. | 2    | Прва лига Србије  | 3.       | 34 | 18 | 8  | 8  | 37 | 24 | +13 | 62  | Није се квалификовао |
| 2009/10. | 1    | Суперлига Србије  | 16.      | 30 | 5  | 10 | 15 | 19 | 47 | -28 | 25  | Шеснаестина финала   |
| 2010/11. | 2    | Прва лига Србије  | 10.      | 34 | 12 | 7  | 15 | 38 | 49 | -11 | 43  | Шеснаестина финала   |
| 2011/12. | 2    | Прва лига Србије  | 16.      | 34 | 9  | 9  | 16 | 29 | 38 | -9  | 36  | Претколо             |
| 2012/13. | 3    | Српска лига Запад | 2.       | 30 | 17 | 9  | 4  | 39 | 17 | +22 | 60  | Претколо             |
| 2013/14. | 3    | Српска лига Запад | 15.      | 30 | 6  | 6  | 18 | 21 | 62 | -21 | 23  | Није се квалификовао |

### ФК Раднички 1926.
| Сезона   | Ранг | Лига                     | Позиција | ИГ | Д  | Н | П  | ГД | ГП | ГР  | Бод | Куп                  |
| -------- | ---- | ------------------------ | -------- | -- | -- | - | -- | -- | -- | --- | --- | -------------------- |
| 2014/15. | 5    | Браничевска окружна лига | 2.       | 32 | 18 | 6 | 8  | 80 | 43 | +37 | 60  | Није се квалификовао |
| 2015/16. | 4    | Зона Дунав               | 9.       | 28 | 10 | 6 | 12 | 42 | 52 | -10 | 36  | Није се квалификовао |
| 2016/17. | 4    | Зона Дунав               | 4.       | 28 | 14 | 7 | 7  | 49 | 25 | +25 | 49  | Није се квалификовао |

### ФК Млади радник 1926.
| Сезона   | Ранг | Лига              | Позиција | ИГ  | Д  | Н  | П  | ГД | ГП | ГР  | Бод | Куп                  |
| -------- | ---- | ----------------- | -------- | --- | -- | -- | -- | -- | -- | --- | --- | -------------------- |
| 2017/18. | 3    | Српска лига Запад | 8.       | 34  | 12 | 10 | 12 | 36 | 36 | 0   | 46  | Није се квалификовао |
| 2018/19. | 3    | Српска лига Запад | 6.       | 30  | 10 | 13 | 7  | 29 | 18 | +11 | 43  | Није се квалификовао |
| 2019/20. | 3    | Српска лига Запад | 16.      | 191 | 4  | 5  | 10 | 16 | 28 | -12 | 17  | Није се квалификовао |
| 2020/21. | 3    | Српска лига Запад | 10.      | 34  | 14 | 8  | 12 | 33 | 33 | 0   | 50  | Није се квалификовао |
| 2021/22. | 3    | Српска лига Запад | 10.      | 30  | 10 | 8  | 12 | 26 | 29 | -3  | 38  | Није се квалификовао |
| 2022/23. | 3    | Српска лига Запад | 10.      | 30  | 9  | 6  | 15 | 39 | 52 | -13 | 33  | Није се квалификовао |
| 2023/24. | 3    | Српска лига Запад | 9.       | 30  | 9  | 10 | 11 | 39 | 41 | -2  | 37  | Није се квалификовао |
| 2024/25. | 3    | Српска лига Запад | 13.      | 30  | 11 | 5  | 14 | 35 | 37 | -2  | 38  | Није се квалификовао |

- 1  Сезона прекинута након 19 кола због пандемије Корона вируса

## Познати играчи
- Марјан Марковић
- Предраг Лука
- Владимир Савић
- Душан Митошевић
- Горан Обрадовић
- Братислав Пејчић
- Радиша Марковић
- Александар Пајић Пајче
- Зоран Милетић